# Between Us
Between Us е първият сборен албум с най-добрите хитове на английската поп-група Литъл Микс, издаден през ноември 2021 г. Албумът е направен по повод 10-а годишнина от създаването на групата в осмия сезон на британската версия на шоуто X Factor. Съдържа 22 музикални изпълнения, пет от които достигат номер едно в британската класация за сингли, както и пет нови песни, два от които са излезли като сингли „Love (Sweet Love)“ и „No“.

## Списък с песните

### Оригинален траклист
1. „Wings“ – 3:39
2. „DNA“ – 3:56
3. „Move“ – 3:44
4. „Salute“ – 3:56
5. „Black Magic“ – 3:31
6. „Secret Love Song, Pt. II“ – 4:26
7. „Hair“ (със Шон Пол) – 3:53
8. „Shout Out to My Ex“ – 4:06
9. „Touch“ – 3:33
10. „No More Sad Songs“ (с Машин Гън Кели) – 3:45
11. „Power“ (със Стормзи) – 4:02
12. „Reggaetón Lento“ (remix, с CNCO)	– 3:08
13. „Woman Like Me“ (с Ники Минаж) – 3:48
14. „Break Up Song“ – 3:20
15. „Sweet Melody“ – 3:33
16. „Confetti“ (със Сауит) – 3:05
17. „Heartbreak Anthem“ (с Галантис и Давид Гета) – 3:03
18. „Kiss My (Uh-Oh)“ (с Ан-Мари) – 2:57
19. „No“ – 3:03
20. „Between Us“ – 3:53
21. „Love (Sweet Love)“ – 3:40
22. „Cut You Off“ – 2:53

### Допълнително винил издание
1. „Trash“ – 2:53

### Диск със снимки на Джейд
1. „Mr Loverboy“ – 3:14
2. „Wasabi“ – 2:34

### Диск със снимки на Лий-Ан
1. „Nothing Feels Like You“ – 3:27
2. „I Love You“ – 4:09

### Диск с картини на Пери
1. „Love Me or Leave Me“ – 3:26
2. „Your Love“ – 3:27

### Дигитално издание
1. „Confetti“ (акустика) – 3:13
2. „Love (Sweet Love)“ (акустика) – 3:43
3. „No“ (акустика) – 3:15
4. „No“ (галантис версия) – 3:06

### Делукс издания

#### Дигитално делукс издание
1. „Shout Out to My Ex“ – 4:06
2. „Black Magic“ – 3:31
3. „No“ – 3:03
4. „Touch“ – 3:33
5. „Love (Sweet Love)“ – 3:40
6. „Wings“ – 3:39
7. „Woman Like Me“ (с Ники Минаж) – 3:48
8. „Power“ (със Стормзи) – 4:02
9. „Sweet Melody“ – 3:33
10. „No More Sad Songs“ (с Машин Гън Кели) – 3:45
11. „DNA“ – 3:56
12. „Secret Love Song“ (с Джейсън Деруло) – 4:09
13. „Move“ – 3:44
14. „Salute“ – 3:56
15. „Break Up Song“ – 3:20
16. „Between Us“ – 3:53
17. „Secret Love Song, Pt. II“ – 4:26
18. „Holiday“ – 3:33
19. „Hair“ (със Шон Пол) – 3:53
20. „Reggaetón Lento“ (remix, с CNCO) – 3:08
21. „Confetti“ (със Сауит) – 3:05
22. „Heartbreak Anthem“ (с Галантис и Давид Гета) – 3:03
23. „Kiss My (Uh-Oh)“ (с Ан-Мари) – 2:57
24. „Cut You Off“ – 2:54
25. „Trash“ – 2:53
26. „Wasabi“ – 2:34

#### Делукс издание (CD 1)
1. „Wings“ – 3:39
2. „DNA“ – 3:56
3. „Change Your Life“ – 3:21
4. „How Ya Doin'?“ (с Миси Елиът) – 3:31
5. „Move“ – 3:44
6. „Little Me“ – 3:31
7. „Word Up!“ – 3:29
8. „Salute“ – 3:56
9. „Black Magic“ – 3:31
10. „Love Me Like You“ – 3:17
11. „Secret Love Song, Pt. II“ – 4:26
12. „Hair“ (със Шон Пол) – 3:53
13. „Shout Out to My Ex“ – 4:06
14. „Touch“ – 3:33
15. „No More Sad Songs“ (с Машин Гън Кели)	– 3:45
16. „Power“ (със Стормзи) – 4:02
17. „Reggaetón Lento“ (remix, с CNCO)	– 3:08
18. „Only You“ (с Cheat Codes) – 3:09

#### Японско издание
1. „Wings“ (японска версия) – 3:41
2. „Happiness“ – 3:17

#### Делукс издание (CD 2)
1. „Woman Like Me“ (с Ники Минаж) – 3:48
2. „Think About Us“ (с Ty Dolla Sign) – 3:54
3. „Bounce Back“ – 2:40
4. „Break Up Song“ – 3:20
5. „Holiday“ – 3:33
6. „Sweet Melody“ – 3:33
7. „Confetti“ (със Сауит) – 3:05
8. „Heartbreak Anthem“ (с Галантис и Давид Гета) – 3:03
9. „Kiss My (Uh-Oh)“ (с Ан-Мари) – 2:57
10. „No“ – 3:03
11. „Between Us“ – 3:53
12. „Love (Sweet Love)“ – 3:40
13. „Cut You Off“ – 2:54
14. „Trash“ – 2:53
15. „Secret Love Song“ (с Джейсън Деруло) – 4:09
16. „Cannonball“ – 3:25